# پاول آوتیسیان
پاول ستراکی آوتیسیان (ارمنی: Պավել Սեդրակի Ավետիսյան؛ زادهٔ ۲۰ نوامبر ۱۹۵۷) تاریخ‌نگار و باستان‌شناس اهل ارمنستان است.

## زندگی‌نامه
وی در ۲۰ نوامبر ۱۹۵۷ در تفلیس به دنیا آمد و از دانشگاه دولتی ایروان فارغ‌التحصیل گشت. وی برنده جوایزی همچون مدال موسس خورناتسی است.